# Tecka
Tecka è una località dell'Argentina situata nel Dipartimento di Languiñeo, nella parte orientale della provincia del Provincia di Chubut, in Patagonia, 100 km a sud di Esquel.
Anticamente Tecka era un rifugio invernale per i popoli nomadi originari della regione, in particolare i tehuelche e i mapuche.
L'attività economica principale consiste nell'allevamento, in particolare quello ovino.
Tecka si trova sul percorso della Ruta Nacional 40, che corre parallelamente alla Cordigliera delle Ande dal nord al sud dell'Argentina.